# Василий Перов
Василий Григориевич Перо̀в (на руски: Василий Григорьевич Перов) е руски художник.

## Биография
Роден е на 2 януари 1834 г. (21 декември 1833 година стар стил) в Тоболск. Той е извънбрачен син на барон Григорий Криденер, който по-късно се жени за майка му.
Следва в Московското училище по живопис, скулптура и архитектура. През 1860-те години пътува в Германия и Франция.
През 1870 г. е сред създателите на дружеството на передвижниците, от 1871 г. е професор в Московското училище по живопис, скулптура и архитектура.
Василий Перов умира на 10 юни (29 май стар стил) 1882 г. в село Кузминки, днес част от Москва.
- Тройка (1866)
- Охотники на привале (1871)
- Портрет Ф.М.Достоевского (1872)
- Птицелов (1870)